# Уманское сельское поселение
Уманское сельское поселение — муниципальное образование в составе Ленинградского района Краснодарского края России.
В рамках административно-территориального устройства Краснодарского края ему соответствует Уманский сельский округ.
Административный центр — посёлок Уманский.

## Население
| 2010  | 2012  | 2013  | 2014  | 2015  | 2016  | 2017  |
| ----- | ----- | ----- | ----- | ----- | ----- | ----- |
| 1476  | ↗1484 | ↗1519 | ↗1522 | ↗1560 | ↘1558 | ↗1559 |
| 2018  | 2019  | 2020  | 2021  | 2023  |       |       |
| ↗1562 | ↗1579 | ↘1554 | ↘1522 | ↘1501 |       |       |

## Населённые пункты
В состав сельского поселения (сельского округа) входят 3 населённых пункта:
| № | Населённый пункт | Тип населённого пункта | Население (чел.) |
| - | ---------------- | ---------------------- | ---------------- |
| 1 | Уманский         | посёлок                | ↘1275            |
| 2 | Грачевка         | посёлок                | ↗84              |
| 3 | Моторный         | посёлок                | ↗117             |